# Stewartia
Pour le genre de mollusques décrit par Olsson & Harbison en 1953, voir Stewartia (bivalve) .
Genre
Classification APG III (2009)
Stewartia (parfois appelé Stuartia),,, est un genre de plantes à fleurs dans la famille Theaceae, proche du genre Camellia. La plupart des espèces proviennent de l’est de l’Asie - Chine, Japon, Corée, Laos, Myanmar, Thaïlande et Vietnam -  et deux d’entre elles (S. malacodendron et S. ovata) sont originaires du sud-est de l’Amérique du Nord - Virginie, Kentucky, Floride et Louisiane,.
Ils prennent la forme de buissons ou d'arbres, surtout à feuilles caduques, bien que certaines espèces (S. pteropetiolata) sont à feuilles persistantes. Les espèces à feuilles persistantes sont un groupe génétiquement distinct et sont placées dans un genre Hartia séparé par certains botanistes, mais d’autres les gardent dans le genre Stewartia,. Les espèces asiatiques incluent des buissons et des arbres, atteignant 3 à 20 mètres de hauteur, tandis que les espèces américaines sont des buissons atteignant 3 à 5 mètres de hauteur et ne deviennent que rarement de petits arbres. L’écorce est très distincte, douce et orange ou brun-jaunâtre, pelant en fines lamelles. Les feuilles sont alternes, simples, dentées, habituellement lustrées et entre 3 et 14 cm de longueur. Les fleurs sont grandes et évidentes, d’un diamètre de 3 à 11 cm, avec 5 (parfois 6 à 8) pétales blancs; la floraison a lieu vers la fin de l’été. Le fruit est une capsule sèche à cinq valves, avec une à quatre graines dans chaque section,,.
Les espèces sont adaptées aux sols acides, et ne poussent pas bien dans la craie ou d'autres sols riches en calcium. Elles demandent aussi beaucoup d’eau et ne tolèrent pas la sécheresse.
Le genre a été nommé en 1753 par Carl von Linné pour honorer John Stuart, 3e comte de Bute (1713-1792). À cause d’une erreur de transcription, Linné lui donna le nom de « Stewart », et donc écrivit le nom latin « Stewartia » (et continua à le faire par la suite dans toutes ses publications). Certains botanistes et horticulteurs, surtout  dans le passé,, mais encore très largement au Royaume-Uni,,,, ont interprété l’article 60 du Code international de la nomenclature botanique pour considérer « Stewartia » comme une erreur orthographique qui doit être corrigée par « Stuartia », mais ce genre de correction a été déconseillée par les changements apportés au code à l’ère moderne. Au XIXe siècle, la graphie « Stuartia » était utilisée presque universellement. Toutefois, la graphie originale « Stewartia » a été acceptée par presque tous les botanistes dans les traitements récents de la famille, et du genre,,, ainsi que dans plusieurs publications horticoles d'importance.

## Culture et usages
Plusieurs espèces de Stewartia sont cultivées comme plantes décoratives à cause de leur écorce décorative, douce et orange et à leurs fleurs produites à un moment de l’année où peu d’arbres fleurissent.
Une collection de différentes espèces de Stewartia agrée par le CCVS est installée à l'Arboretum du Chêne vert en Charentes.

## Liste d'espèces
Selon Catalogue of Life (22 août 2018) :

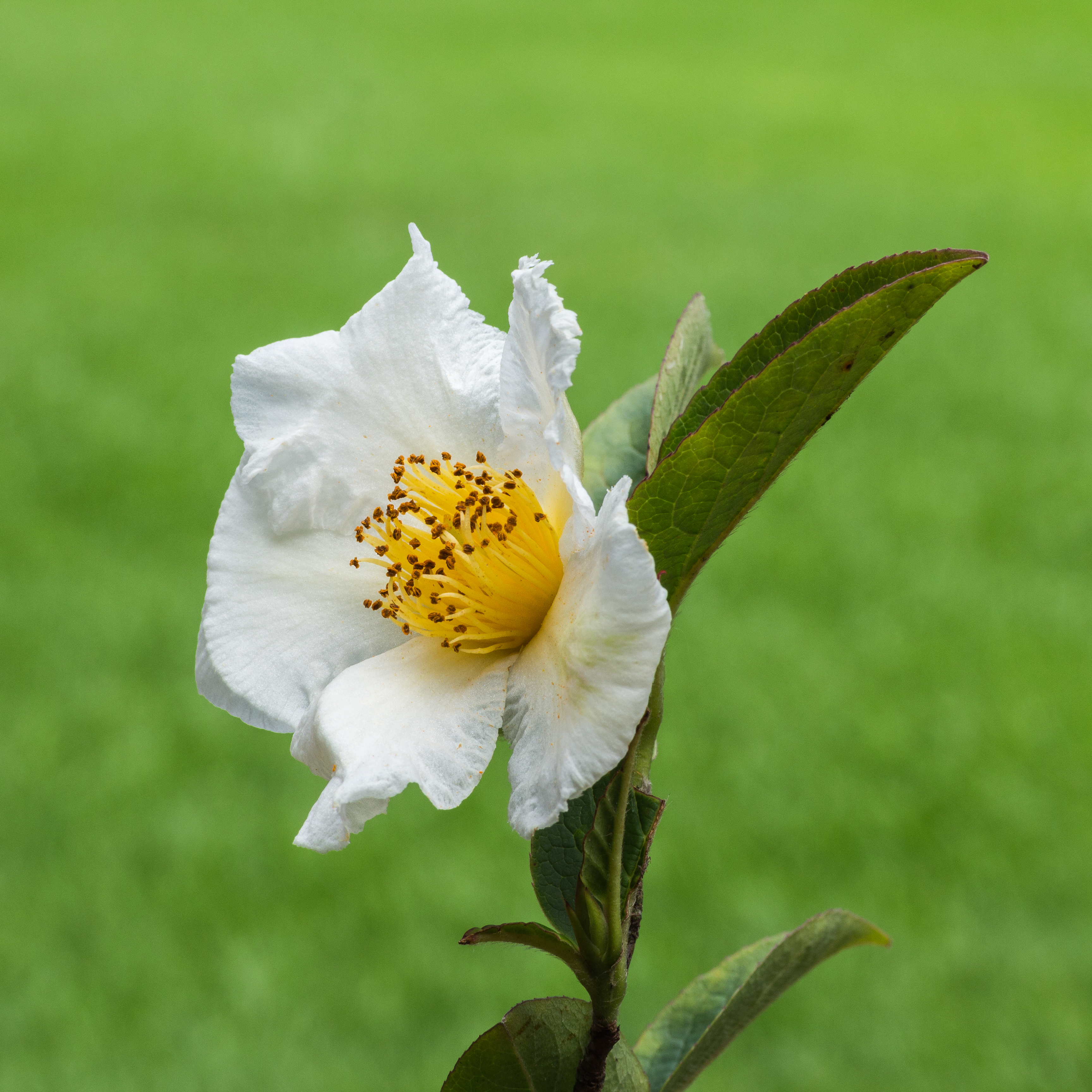
La fleur belle et délicate de Stewartia rostrata.

- Stewartia floridana (Conrad, 1833)

Selon GRIN (22 août 2018) :
- Stewartia malacodendron L.
- Stewartia monadelpha Siebold & Zucc.
- Stewartia ovata (Cav.) Weath.
- Stewartia pseudocamellia Maxim.
- Stewartia rostrata Spongberg
- Stewartia serrata Maxim.
- Stewartia sinensis Rehder & E. H. Wilson

Selon ITIS (22 août 2018) :
- Stewartia malacodendron L.
- Stewartia ovata (Cav.) Weath.

Selon The Plant List (22 août 2018) :
- Stewartia calcicola T.L. Ming & J. Li
- Stewartia cordifolia (H.L. Li) J. Li & T.L. Ming
- Stewartia crassifolia (S.Z. Yan) J. Li & T.L. Ming
- Stewartia densivillosa (Hu ex Hung T. Chang & C.X. Ye) J. Li & T.L. Ming
- Stewartia laotica (Gagnep.) J. Li & T.L. Ming
- Stewartia malacodendron L.
- Stewartia medogensis J. Li & T.L. Ming
- Stewartia micrantha (Chun) Sealy
- Stewartia monadelpha Siebold & Zucc.
- Stewartia obovata (Chun & Hung T. Chang) J. Li & T.L. Ming
- Stewartia ovata (Cav.) Weath.
- Stewartia pteropetiolata W.C. Cheng
- Stewartia rostrata Spongberg
- Stewartia rubiginosa Hung T. Chang
- Stewartia sichuanensis (S.Z. Yan) J. Li & T.L. Ming
- Stewartia sinensis Rehder & E.H. Wilson
- Stewartia sinii (Y.C. Wu) Sealy
- Stewartia tonkinensis (Merr.) C.Y. Wu
- Stewartia villosa Merr.

Selon Paleobiology Database (22 août 2018) :
- Stewartia anodonta
- Stewartia floridana
- Stewartia foremani

Selon Tropicos (22 août 2018) (Attention liste brute contenant possiblement des synonymes) :
- Stewartia acutisepala P.L. Chiu & G.R. Zhong
- Stewartia brevicalyx S.Z. Yan
- Stewartia calcicola T.L. Ming & J. Li
- Stewartia cordifolia (H.L. Li) J. Li & T.L. Ming
- Stewartia crassifolia (S.Z. Yan) J. Li & T.L. Ming
- Stewartia damingshanica J. Li & T.L. Ming
- Stewartia densivillosa (H.H. Hu ex H.T. Chang & C.X. Ye) J. Li & T.L. Ming
- Stewartia gemmata S.S. Chien & W.C. Cheng
- Stewartia glabra S.Z. Yan
- Stewartia grandiflora Carrière
- Stewartia koreana Nakai ex Rehder
- Stewartia laotica (Gagnep.) J. Li & T.L. Ming
- Stewartia longibracteata H.T. Chang
- Stewartia malacodendron L.
- Stewartia mangshanica C.X. Ye
- Stewartia medogensis J. Li & T.L. Ming
- Stewartia micrantha (Chun) Sealy
- Stewartia monadelpha Siebold & Zucc.
- Stewartia nanlingensis S.Z. Yan
- Stewartia oblongifolia H.H. Hu ex S.Z. Yan
- Stewartia obovata (Chun & H.T. Chang) J. Li & T.L. Ming
- Stewartia ovata (Cav.) Weath.
- Stewartia pentagyna L'Hér.
- Stewartia pseudocamellia Maxim.
- Stewartia pteropetiolata W.C. Cheng
- Stewartia rostrata Spongberg
- Stewartia rubiginosa H.T. Chang
- Stewartia sericea Nakai
- Stewartia serrata Maxim.
- Stewartia shensiensis H.T. Chang
- Stewartia sichuanensis (S.Z. Yan) J. Li & T.L. Ming
- Stewartia sinensis Rehder & E.H. Wilson
- Stewartia sinii (Y.C. Wu) Sealy
- Stewartia tonkinensis (Merr.) C.Y. Wu
- Stewartia villosa Merr.
- Stewartia virginica Cav.
- Stewartia yunnanensis H.T. Chang